# Kelvin Gastelum
Kelvin Gastelum (San Jose, 24 ottobre 1991) è un lottatore di arti marziali miste statunitense di origini messicane.
Combatte nella divisione dei pesi welter per l'organizzazione statunitense UFC, dove ha combattuto anche nella categoria dei pesi medi. Nel 2013 ha vinto il torneo dei pesi medi della diciassettesima stagione del reality show The Ultimate Fighter, divenendo a soli ventuno anni il più giovane a risultare vittorioso in una stagione del programma.

## Carriera nelle arti marziali miste

### Inizi
Gastelum nasce nel 1991 in California da una coppia di messicani immigrati negli Stati Uniti. Cresce in Arizona, dove inizia a praticare la lotta a livello scolastico vincendo un campionato statale; successivamente abbandona gli studi e dopo una breve parentesi lavorativa come garante per la cauzione di criminali passa allo sport professionistico.
Debutta nelle MMA nel dicembre 2010 e in due anni ottiene cinque vittorie consecutive finalizzando tutte e cinque gli avversari; dopo gli ottimi risultati conseguiti venne scelto dalla prestigiosa UFC per prendere parte alla diciassettesima stagione del reality show The Ultimate Fighter nella categoria dei pesi medi.

### The Ultimate Fighter
Gastelum venne inserito nel team guidato da Chael Sonnen opposto alla squadra di Jon Jones. Nel primo turno ottenne la sua prima vittoria ai punti in carriera sconfiggendo Kito Andrews; seguirono le vittorie per finalizzazione contro l'esperto Bubba McDaniel, Collin Hart ed in semifinale contro l'ex Bellator Josh Samman, ottenendo così l'accesso alla finalissima programmata per l'evento The Ultimate Fighter 17 Finale: Faber vs. Jorgensen.

### Ultimate Fighting Championship
Gastelum esordì ufficialmente in UFC nell'aprile 2013 giocandosi la finale del torneo dei pesi medi contro il più quotato e spettacolare striker Uriah Hall: Gastelum fece valere la sua migliore lotta e riuscì a strappare una risicata vittoria per decisione non unanime.
Dopo la vittoria prese la decisione di scendere nella divisione dei pesi welter ed in agosto affrontò e sconfisse l'ex Bellator e Strikeforce Brian Melancon.
Aprì il 2014 con una discussa vittoria per decisione non unanime sull'esperto Rick Story, ma durante l'anno l'atleta nativo di San Jose crebbe notevolmente e si inserì come un top fighter della divisione grazie alla vittoria su Nico Musoke ma soprattutto alla grande vittoria per sottomissione sull'eterno top 10 Jake Ellenberger.
Nel 2015 venne chiamato ad affrontare il contendente numero 3 dei ranking Tyron Woodley: Gastelum fallì il limite di peso per l'incontro e per la prima volta in carriera subì una sconfitta, anche se per decisione non unanime dei giudici di gara; a causa dei suoi problemi con il peso l'UFC prese la decisione di obbligarlo a tornare nella divisione dei pesi medi.
Nel suo ritorno nei pesi medi affrontò il veterano Nate Marquardt, dominando l'intero incontro sia al suolo e sia in piedi. La vittoria arrivò tra il secondo e il terzo round, quando i secondi di Nate decisero di fermare l'incontro a causa dei troppi colpi subito nel round precedente.
A novembre avrebbe dovuto affrontare, in un incontro valido per la categoria dei pesi welter, Matt Brown. Tuttavia, quest'ultimo dovette rinunciare all'incontro a causa di un infortunio alla caviglia subito in allenamento; al suo posto venne inserito Neil Magny. Gastelum venne sconfitto per decisione non unanime. Assieme al suo avversario vinse il premio Fight of the Night
A dicembre avrebbe dovuto affrontare l'australiano Kyle Noke all'evento UFC 195. Tuttavia, il 22 dicembre, Gastelum subì un infortunio al polso e non potendo prendere parte all'incontro venne sostituito da Alex Morono.
Il 9 luglio del 2016 affrontò l'ex campione dei pesi welter UFC Johny Hendricks all'evento UFC 200. Durante la verifica del peso, Hendricks superò il limite massimo andando a pesare 77,68 kg, costringendo la UFC a cambiare il match in un incontro catchweight. Gastelum vinse per decisione unanime.
A novembre avrebbe dovuto affrontare Jorge Masvidal, ma il 14 settembre la UFC decise di rimuoverlo dalla card in favore del match contro Donald Cerrone, che si dovrà tenere il 12 novembre all'evento UFC 205. Ancora una volta Gastelum ebbe problemi con il taglio del peso, infatti non si presentò alla cerimonia del peso, annunciando via twitter di non poter affrontare Cerrone.
Il 10 dicembre dovette vedersela con il ritornante Tim Kennedy, all'evento UFC 206. Al primo round Gastelum si trovò in difficoltà, trovandosi per tutta la durata del round contro la gabbia impossibilitato a muoversi per la costante pressione di Kennedy. Successivamente, nelle ultime due riprese, Gastelum sfruttò il suo miglior cardio e la sua superiorità nella boxe per vincere l'incontro per KO tecnico.
Il 22 luglio viene sconfitto per sottomissione dall'ex campione dei pesi medi Chris Weidman, mentre il 25 novembre mette KO al primo round l'ex campione dei pesi medi Michael Bisping (che solo tre settimane prima aveva perso il titolo contro Georges St-Pierre) vincendo il premio Performance of the Night; Gastelum avrebbe dovuto affrontare Anderson Silva, ma questi venne sospeso dalla USADA dopo aver fallito un test anti-doping.
Il 12 aprile 2018 vince per decisione non unanime contro Ronaldo Souza ottenendo anche il premio Fight of the Night; nel giugno viene scelto come allenatore della ventottesima stagione di The Ultimate Fighter e contrapposto al team guidato dal campione dei pesi medi Robert Whittaker: i due si sarebbero dovuti affrontare per il titolo a UFC 234, ma poche ore prima dell'evento il campione fu costretto a dare forfait a causa di un'ernia addominale che richiese un'operazione chirurgica d'urgenza.
Esattamente un anno dopo il suo ultimo incontro, il 13 aprile 2019 affronta Israel Adesanya per il titolo ad interim, ma alla fine delle cinque riprese viene sconfitto per decisione unanime; entrambi ricevono il riconoscimento Fight of the Night.

## Risultati nelle arti marziali miste
Gli incontri segnati su sfondo grigio si riferiscono ad incontri di esibizione non ufficiali o comunque non validi per essere integrati nel record da professionista.
| Risultato  | Record   | Avversario       | Metodo                               | Evento                                       | Data             | Round | Tempo | Città                      | Note |
| ---------- | -------- | ---------------- | ------------------------------------ | -------------------------------------------- | ---------------- | ----- | ----- | -------------------------- | --- |
| Vittoria   | 18-9 (1) | Daniel Rodriguez | Decisione (unanime)                  | UFC on ABC: Whittaker vs. Aliskerov          | 22 giugno 2024   | 3     | 5:00  | Riyadh, Arabia Saudita     | L'incontro, originariamente previsto nei welter, è stato spostato nei pesi medi per problemi a tagliare peso da parte di Gastelum |
| Sconfitta  | 17-9 (1) | Sean Brady       | Sottomissione (kimura)               | UFC on ESPN: Dariush vs. Tsarukyan           | 2 dicembre 2023  | 3     | 1:43  | Austin, Stati Uniti        | Ritorno nei pesi welter |
| Vittoria   | 17-8 (1) | Chris Curtis     | Decisione (unanime)                  | UFC 287                                      | 8 aprile 2023    | 3     | 5:00  | Miami, Florida             | Fight of the Night |
| Sconfitta  | 16-8 (1) | Jared Cannonier  | Decisione (unanime)                  | UFC on ESPN: Cannonier vs. Gastelum          | 21 agosto 2021   | 5     | 5:00  | Las Vegas, Stati Uniti     | |
| Sconfitta  | 16-7 (1) | Robert Whittaker | Decisione (unanime)                  | UFC on ESPN: Whittaker vs. Gastelum          | 17 aprile 2021   | 5     | 5:00  | Las Vegas, Stati Uniti     | Fight of the Night |
| Vittoria   | 16-6 (1) | Ian Heinisch     | Decisione (unanime)                  | UFC 258: Usman vs. Burns                     | 13 febbraio 2021 | 3     | 5:00  | Las Vegas, Stati Uniti     | |
| Sconfitta  | 15-6 (1) | Jack Hermansson  | Sottomissione (heel hook)            | UFC Fight Night: Figueiredo vs. Benavidez 2  | 19 luglio 2020   | 1     | 1:18  | Abu Dhabi, Emirati Arabi   | |
| Sconfitta  | 15-5 (1) | Darren Till      | Decisione (non unanime)              | UFC 244: Masvidal vs. Diaz                   | 2 novembre 2019  | 3     | 5:00  | New York, Stati Uniti      | |
| Sconfitta  | 15-4 (1) | Israel Adesanya  | Decisione (unanime)                  | UFC 236: Holloway vs. Poirier 2              | 13 aprile 2019   | 5     | 5:00  | Atlanta, Stati Uniti       | Per il titolo dei pesi medi UFC ad interim, Fight of the Night                                                                    |
| Vittoria   | 15-3 (1) | Ronaldo Souza    | Decisione (non unanime)              | UFC 224: Nunes vs. Pennington                | 12 maggio 2018   | 3     | 5:00  | Rio de Janeiro, Brasile    | Fight of the Night |
| Vittoria   | 14-3 (1) | Michael Bisping  | KO (pugno)                           | UFC Fight Night: Bisping vs. Gastelum        | 25 novembre 2017 | 1     | 2:30  | Shangai, Cina              | Performance of the Night |
| Sconfitta  | 13-3 (1) | Chris Weidman    | Sottomissione (triangolo di braccio) | UFC on Fox: Weidman vs. Gastelum             | 22 luglio 2017   | 3     | 3:45  | Uniondale, Stati Uniti     | |
| No Contest | 13-2 (1) | Vítor Belfort    | No Contest                           | UFC Fight Night: Belfort vs. Gastelum        | 11 marzo 2017    |       |       | Fortaleza, Brasile         | La vittoria per KO tecnico di Gastelum venne convertita in No Contest dopo che questi risultò positivo alla marijuana             |
| Vittoria   | 13-2     | Tim Kennedy      | KO Tecnico (pugni)                   | UFC 206: Holloway vs. Pettis                 | 10 dicembre 2016 | 3     | 2:45  | Toronto, Canada            | Incontro di pesi medi |
| Vittoria   | 12-2     | Johny Hendricks  | Decisione (unanime)                  | UFC 200: Tate vs. Nunes                      | 9 luglio 2016    | 3     | 5:00  | Las Vegas, Stati Uniti     | Incontro catchweight |
| Sconfitta  | 11-2     | Neil Magny       | Decisione (non unanime)              | The Ultimate Fighter: Latin America 2 Finale | 21 novembre 2015 | 5     | 5:00  | Monterrey, Messico         | Fight of the Night |
| Vittoria   | 11-1     | Nate Marquardt   | KO Tecnico (ritiro)                  | UFC 188: Velasquez vs. Werdum                | 13 giugno 2015   | 2     | 5:00  | Città del Messico, Messico | Incontro di pesi medi |
| Sconfitta  | 10-1     | Tyron Woodley    | Decisione (non unanime)              | UFC 183: Silva vs. Diaz                      | 31 gennaio 2015  | 3     | 5:00  | Las Vegas, Stati Uniti     | Incontro catchweight |
| Vittoria   | 10-0     | Jake Ellenberger | Sottomissione (rear-naked choke)     | UFC 180: Werdum vs. Hunt                     | 15 novembre 2014 | 1     | 4:46  | Città del Messico, Messico | Performance of the Night |
| Vittoria   | 9-0      | Nico Musoke      | Decisione (unanime)                  | UFC Fight Night: Swanson vs. Stephens        | 28 giugno 2014   | 3     | 5:00  | San Antonio, Stati Uniti   | Incontro catchweight |
| Vittoria   | 8-0      | Rick Story       | Decisione (non unanime)              | UFC 171: Hendricks vs. Lawler                | 15 marzo 2014    | 3     | 5:00  | Dallas, Stati Uniti        | |
| Vittoria   | 7-0      | Brian Melancon   | Sottomissione (rear naked choke)     | UFC Fight Night: Condit vs. Kampmann 2       | 28 agosto 2013   | 1     | 2:26  | Indianapolis, Stati Uniti  | Incontro di pesi welter |
| Vittoria   | 6-0      | Uriah Hall       | Decisione (non unanime)              | The Ultimate Fighter 17 Finale               | 13 aprile 2013   | 3     | 5:00  | Las Vegas, Stati Uniti     | Vince il torneo dei pesi medi TUF 17                                                                                              |
| Vittoria   |          | Josh Samman      | Sottomissione (rear naked choke)     | The Ultimate Fighter 17                      | 9 aprile 2013    | 1     | 4:03  | Las Vegas, Stati Uniti     | Torneo dei pesi medi TUF 17, semifinale                                                                                           |
| Vittoria   |          | Collin Hart      | KO (pugni)                           | The Ultimate Fighter 17                      | 26 marzo 2013    | 1     | 0:33  | Las Vegas, Stati Uniti     | Torneo dei pesi medi TUF 17, quarti di finale                                                                                     |
| Vittoria   |          | Bubba McDaniel   | Sottomissione (rear naked choke)     | The Ultimate Fighter 17                      | 17 febbraio 2013 | 2     | 2:39  | Las Vegas, Stati Uniti     | Torneo dei pesi medi TUF 17, Secondo turno                                                                                        |
| Vittoria   |          | Kito Andrews     | Decisione (unanime)                  | The Ultimate Fighter 17                      | 22 gennaio 2013  | 2     | 5:00  | Las Vegas, Stati Uniti     | Torneo dei pesi medi TUF 17, Primo turno                                                                                          |
| Vittoria   | 5–0      | Mike Ashford     | KO Tecnico (pugni)                   | Rage in the Cage 161                         | 20 luglio 2012   | 1     | 1:57  | Chandler, Stati Uniti      | |
| Vittoria   | 4–0      | Bill Smallwood   | Sottomissione (rear naked choke)     | Cage Rage: On the River 2                    | 7 luglio 2012    | 1     | 0:55  | Parker, Stati Uniti        | |
| Vittoria   | 3–0      | Mike Gentile     | KO Tecnico (pugni)                   | Desert Rage Full Contact Fighting 10         | 22 ottobre 2011  | 2     | 2:32  | Yuma, Stati Uniti          | |
| Vittoria   | 2–0      | Yair Moguel      | KO Tecnico (pugni)                   | LAW 1: Heatwave                              | 16 luglio 2011   | 3     | 2:26  | Mexicali, Messico          | |
| Vittoria   | 1–0      | José Sánchez     | KO Tecnico (Sottomissione ai pugni)  | LAF 1: Border Wars                           | 11 dicembre 2010 | 2     | 1:38  | Mexicali, Messico          | |